# Богдан А231
Богдан А231 — 14-метровий український трьохвісний міський автобус «особливо великого» класу, розроблений у 2003 році Укравтобуспромом. Призначений перевозити великі маси пасажирів у великих містах. Автобус виготовляється корпорацією «Богдан». Цікавий факт: подібний дизайн і розміри має 13.6-метровий автобус Львівського виробництва СітіЛАЗ 13.5 ЛЕ

## Описання моделі
Цей автобус — найперший з автобусів «Богдан» з підвищеною пасажиромісткістю. Його довжина становить 14,5 метрів, ширина — 2,5 метра і у висоту він 2,90 метра. Кузов автобуса вагонного компонування, витягнутий, одноповерховий. Попри сучасний дизайн, форма автобуса лишається повністю квадратною; передок автобуса прямий. Світлотехніка на передку представлена 10 фарами, 2 з яких поворотні, і 2 протитуманні, і 6 для звичайного освітлення. Бампер зварний, окреслений чітко, на ньому розташовуються протитуманні фари. Лобове скло меншого розміру, аніж у А601-11 і Богдан Т601-11 проте не погіршує оглядовості; вітрове скло гнуте, панорамне, склоочисники великого розміру, розташовуються один-над-одним (подібний дизайн передньої частини кузова у нового 15-метрового автобуса Богдан А801). Вище лобового скла розташовується передній маршрутовказівник. Усі маршрутовказівники автобуса — електронні, синього або жовтого кольору. Обидва бокові дзеркала зовнішнього виду зроблені у стилі «вуха зайця», з додатковими дзеркалами іншого куту нахилу, дають змогу водієві контролювати дорожню ситуацію якнайкраще. У автобуса три осі через більшу масу кузова і набагато більше навантаження на обидві осі. Колеса дискові, безкамерні. Усього коліс 10 штук. У деяких місцях на кузові написана модельна назва автобуса — Богдан А231. Задня частина автобуса не має вікон і повністю заварена, має задній маршрутовказівник. Задній бампер теж чітко окреслений, вихлопна труба великого розмір, виходить через задній бампер, має потужний глушник. Світлотехніка представлена 10 фарами і 6 габаритними вогнями. Світлотехніка автобуса забезпечує максимальну яскравість фар та габаритних вогнів ззовні і зсередини, тому автобус добре видно у темну пору доби. Кузов автобуса чотиридверний, двері поворотно-зсувного типу, двійчасті за винятком передніх, які є однопілковими. Автобус А231 — повністю низькопідлоговий, і сходинки відсутні уздовж усієї довжини автобуса. Салон автобуса зроблений з підвищеним комфортом перевезення пасажирів. У салоні є відчутно висока шумоізоляція, попри велику кількість сидячих місць салон дуже просторий. Настил підлоги — з лінолеуму. Поручні тонкого типу, пофарбовані у різні кольори, є горизонтальні (по усій довжині), вертикальні (у основному на збірних площадках і біля дверей) і навіть діагональні, що «з'єднують» вертикальні поручні. Сидіння встановлені переважно на невеликих східцях або помостах, сидіння роздільного типу, жорсткі, ковшеві, покриті антивандальною тканиною. По рядах сидіння майже завжди встановлюються по двоє; з самого заду три сидіння оскільки двигун знаходиться на лівому задньому звисі. Стеля салону блискуча, оснащена плафоновими світильниками. Навпроти 2 (спереду) дверей розташовується збірний майданчик, що за потреби може використовуватися для перевезення інвалідів у візках, у автобуса є відкидний пандус. Вікна автобуса розділені металопластиковими панелями, самі стекла товщиною 5 міліметрів, затоновані світло-чорним кольором. Система компостування квитків представлена механічними апаратами на боковинах у салоні. Кондиціонування у салоні забезпечують зсувні кватирки і люки примусового обдуву. Опалення потужністю 31 кіловат від автономного обігрівача у кабіні водія. Кабіна водія відокремлена від салону перегородкою. Двері, що ведуть до кабіни з салону засклені і оснащені кватиркою для продажу квитків. Приладова панель пряма з нахилом, кермо типу «453461.2.85А», що ідентичне з ЛАЗівським (за винятком емблеми), з гідропідсилювачем, який робить керування дуже легким. У автобуса є тахометр (максимальна частота обертання 2.300 обертів валу за хвилину), спідометр, що подібний на «Мерседесівський», великого розміру, випуклий з великою білою стрілкою на 125 км/год, розташовується знизу посередині приладової панелі. Справа знаходяться усі допоміжні стрілкові прилади і клавіші, кожен прилад має власну підсвітку. Поворотний важіль та вмикач склоочисників та фар об'єднані у один мультиджостик що включає у себе ще функцію миття скла піною і звуковий сигнал клаксоном. Також є панель показів стану автобуса (див. фотографію 2, дані прилади розташовані над спідометром). Педалі акселератора, зчеплення та гальма зроблені Wabco. Автобус має гальмівні системи від Wabco (4 види, описані у техданих) і антиблокувальну систему руху ABS. Загальна місткість автобуса до 160 чоловік (повний максимум). Автобус оснащений двигуном DEUTZ BF6M1013ECP (потужність 198 кіловат), з компенсацією викидів Euro-2.
Переваги моделі Богдан А231:
- низька підлога — зручність для маломобільних громадян, людей похилого віку, швидких вхід/вихід
- три осі — навантаження рівномірно розподіляється між осями, хоча навантаження на другу вісь усе одно лишається найбільшим
- висока пасажиромісткість автобуса
- модель відзначається високим комфортом перевезення
- сучасний дизайн
- якісні і надійні деталі ходової системи
- легке рульове керування
- один мультиважіль, що включає багато команд замість двох або трьох менших
- комфортабельне крісло водія
- зручні крісла пасажирів, покриті антивандальною тканиною
- велика кількість поручнів, навіть діагональних
- хороша шумоізоляція салону
- пневмоважільна підвіска нівелює дефекти дорожнього покриття
- зручний у використанні у містах середнього і великого розміру

## Технічні характеристики
| Клас                                                                    | міський автобус «особливо великого розміру» |
| Модель                                                                  | Богдан А231 |
| Випускається з                                                          | 2003 року |
| Кузов                                                                   | одноланковий, одноповерховий, вагонного компонування |
| Довжина тіла кузова, мм                                                 | 14560 |
| Ширина по модлінгу, мм                                                  | 2500 |
| Висота, мм                                                              | 2900 |
| Колісна база, мм                                                        | 7400 (1→2) 1640 (2→3) 9040 (1→3) |
| Осі, штук                                                               | 3 |
| Формула коліс                                                           | 6×2 (10 коліс) |
| Навантаження на 1 вісь, кг                                              | 6600 |
| Навантаження на 2 вісь, кг                                              | 10050 |
| Навантаження на 3 вісь, кг                                              | 5900 |
| Шини                                                                    | безкамерні, дискові (передня вісь) 11/70R×22,5 |
| Споряджена маса, кг                                                     | ~13100 |
| Повна маса, кг                                                          | 22550 |
| Ведучий міст                                                            | задній |
| Модель моста                                                            | RABA AU-11184 |
| Статичне навантаження, Н                                                | 90000 |
| Передаточне число                                                       | 5.55 |
| Радіус повороту, метри                                                  | 12.5 |
| Світлотехніка представлена:                                             | 10 передніх фар (8 для освітлення) і 14 задніх |
| Бокові дзеркала                                                         | звісні, типу «вуха зайця» |
| Двері                                                                   | 4 штуки, 3 двійчасті 1 однопілкові |
| Формула дверей                                                          | 1—2—2—2 |
| Підлога                                                                 | низькопідлоговий, 36 сантиметри до дорожньої поверхні |
| Підвіска                                                                | пневмоважільна, нівелює дефекти дороги |
| Настил підлоги у салоні                                                 | з лінолеуму |
| Поручні                                                                 | горизонтальні майже по усій довжині салону вертикальні майже біля кожного ряду і на збірних майданчиках діагональні «з'єднують» горизонтальні і вертикальні |
| Шумоізоляція                                                            | глушник вихлопної труби висока шумоізоляція у салоні |
| Сидіння                                                                 | роздільні, можуть бути ківшевого типу |
| Кількість сидячих місць, штук                                           | 43—45 |
| Кількість стоячих місць, штук                                           | не менше 100 |
| Повна місткість, чол                                                    | 145—160 |
| Кабіна водія                                                            | відокремлена перегородкою |
| Основне службове обладнання                                             | вогнегасник, мікрофон, дзеркало огляду салону |
| Прилади на приладовій панелі                                            | спідометр (на 125 км/год) випуклий, великого розміру, тахометр (на 3000 обертів к.валу) зліва, допоміжні справа від рульового колеса                        |
| Рульове колесо                                                          | система гвинт-кулька з гідропідсилювачем |
| Регулюється:                                                            | по висоті у куту нахилу |
| Модель керма                                                            | 453461.2.85А |
| Повний виверт керма з нейтрального положення у будь-яку сторону, оберти | ~3.0 |
| Коробка передач                                                         | VOITH-DIIWA D851.3E, трьохступінчаста |
| Передачі руху (4 шт)                                                    | 3 вперед 1 назад |
| Передатні числа (передача—число)                                        | 1—5.8; 2—1.43; 3—1.00; R—3.66 або 5.55 |
| Тип КП                                                                  | гідромеханічна |
| Педалі акселератора, гальма і зчеплення                                 | Wabco |
| Двигун                                                                  | дизельний мотор з турбонаддувом DEUTZ BF6M1013ECP |
| Потужність мотора, кіловат                                              | 198 |
| Кількість циліндрів                                                     | 6, рядне розміщення |
| Компенсація викидів                                                     | Euro-2 |
| Ступінь компенсації                                                     | 17.3 |
| Витрати палива при 60 км/год на 100 км, не більше ніж                   | 33.8 літри дизпалива |
| Наявність додаткових систем гальмування                                 | ABS, Wabco |
| Механізми гальмування                                                   | дискові (1 і 3 вісь) барабанні (2 вісь) |
| Робоча гальмівна система                                                | двохконтурна, пневматична з коректором сил гальмування на 2 осі, з системою ABS.                                                                            |
| Додаткова гальмівна система                                             | один з контурів робочої гальмівної системи |
| Стоянкова гальмівна система                                             | пружинні енергоакумулятори з приводом на гальмівні механізми задніх коліс                                                                                   |
| Максимальна швидкість руху, км/год                                      | 120 |

## Див.також
- Богдан А601
- Богдан А801
- Богдан Т601-11
- Богдан (корпорація)